# Iron Man (animatieserie)
Iron Man was een animatieserie gebaseerd op de Marvel Comics-superheld Iron Man. De serie liep van 1994 tot 1996 als onderdeel van The Marvel Action Hour, waarin Iron Man werd getoond samen met onder andere de serie Fantastic Four. De serie liep twee seizoenen en bestond uit 26 afleveringen.

## Veranderingen ten opzichte van de strip
Iron Mans oorsprong werd voor de serie veranderd. In plaats van een granaatscherf in zijn hart had Tony Stark in deze serie verschillende scheuren in zijn ruggengraat, waardoor hij dreigde verlamd te raken. Ook werden hij en Yinsen in de serie niet gevangen gehouden door Wong Chu, maar door de Mandarin, die hier een groene huid had en sterker was dan zijn stripversie.
Iron Mans harnas in de serie was hetzelfde model dat hij rond die tijd ook in de strips droeg.

## Eerste seizoen
Het eerste seizoen van Iron Man bevatte niet veel meer dan het standaard concept “goed tegen slecht”. De serie toonde vooral Tony Stark aan het hoofd van zijn familiebedrijf Stark Industries, die tegelijkertijd de Mandarin en zijn handlangers bevocht als Iron Man. De Mandarin probeerde in vrijwel elke aflevering Iron Mans harnas te bemachtigen.
De Mandarin leidde een groep van schurken, waaronder Dreadknight, Hypnotia, Blizzard, Blacklash, Grey Gargoyle, Whirlwind, Living Laser, M.O.D.O.K. en Justin Hammer. Iron Man had ook een team gebaseerd op Force Works.
De titels van de afleveringen van dit seizoen waren een referentie naar de soms nogal vreemde titels van de strips die Stan Lee in het begin van zijn carrière bij Marvel Comics bedacht (zoals "The Sea Shall Give Up Its Dead", en "Rejoice, I am Ultimo, Thy Deliverer"). Alle afleveringen werden afgehandeld door Ron Friedman, die ook meeschreef aan Transformers: The Movie.
Het eerste seizoen was niet een groot succes onder de fans vanwege een aantal fouten, maar de serie was wel succesvoller dan de Fantastic Four serie die tegelijkertijd werd uitgezonden. De serie had vooral te kampen met een gebrek aan karakterontwikkeling, slechte animatie en matig acteerwerk.

## Tweede seizoen
In 1996 werd The Marvel Action Hour overgeplaatst naar een andere animatiestudio. Daarmee kwamen ook nieuwe schrijvers voor de serie, en nieuwe muziek. De themamuziek van het eerste seizoen (gecomponeerd door progressieve rock legende Keith Emerson) werd vervangen door een elektrische gitaar intro.
Ook de verhaallijnen van de serie veranderden in seizoen 2. Veel verhaallijnen werden nu verspreid over meerdere afleveringen. De verhalen waren ook niet langer geschreven rondom de Mandarin, wiens ringen in dit seizoen waren verspreid waardoor hij zijn krachten had verloren. De Mandarin had in seizoen 2 enkel een paar cameo’s, waarin hij zijn ringen probeerde terug te krijgen.
Een andere grote verandering was dat Iron Mans team, Force Works, vrijwel geheel uit de serie werd geschreven. Ze verbreken hun banden met Iron Man nadat hij hen eropuit stuurt om in het geheim tegen de Mandarin te werken. Dit leidde onder andere tot enige conflicten tussen Iron Man en Hawkeye.
In de finale, krijgt de Mandarin zijn ringen terug en gebruikt het hart van de duisternis om een mist te creëren die alles wat technologisch is machteloos te maken. Iron Man roept Force Works weer bij elkaar om hem te stoppen. In hun laatste gevecht, wat eindigt met de (waarschijnlijke) dood van de Mandarin, ontmaskerd Mandarin Iron Man.
Vanwege de slechte kijkcijfers werd de serie na dit seizoen stopgezet.

## Cast
- Robert Hays .... Iron Man/Anthony 'Tony' Stark/Living Laser (stem)
- Dorian Harewood .... War Machine/James R. 'Rhodey' Rhodes (III) (1995-1996)/Stilt-Man/Whirlwind/Blacklash/Grey Gargoyle (I) (stem)
- John Reilly .... Hawkeye/Clint Barton/Jessik/Beetle (stem)
- Jennifer Darling .... Scarlet Witch/Wanda Maximoff (stem)
- Jennifer Hale .... Spider-Woman/Julia Carpenter (II) (1995-1996)/Hypnotia (II) (stem)
- James Avery .... War Machine/James R. 'Rhodey' Rhodes (I) (1994-1995) (stem)
- Casey Defranco .... Spider-Woman/Julia Carpenter (I) (1994-1995) (stem)
- Tom Kane .... H.O.M.E.R. (1994-1996)/Century (II) (1995-1996)/Stingray (stem)
- James Warwick .... Century (I) (1994-1995)/Sam Jaggers (TV reporter) /General Hirsch (stem)
- Linda Holdahl .... Hypnotia (I) (13 episodes) /Elevator Stem/Helicopter Stem
- Ed Gilbert .... Mandarin (I) (10 afleveringen) /Ultimo
- Chuck McCann .... Blizzard
- Neil Dickson .... Dreadknight
- Mark Hamill .... Maximus/Triton
- Charles Howerton .... Klaw
- Philip Abbott .... Col. Nick Fury van S.H.I.E.L.D. (4 episodes)
- Robert Ito .... The Mandarin (II) (4 episodes)
- Tony Steedman .... Justin Hammer (I) (stem)
- William Morgan Sheppard .... Dum-Dum Dugan van S.H.I.E.L.D. (stem)
- David Warner .... Arthur Dearborn (stem)
- Richard McGonagle .... Grey Gargoyle (II)/Walter Stark (II) (stem)
- Neil Ross .... Yinsen/Fin Fang Foom/Walter Stark (I) (stem)
- Dimitra Aryls .... Mrs. Walter Stark (stem)
- Jeannie Elias .... Veronica Benning (stem)
- Marla Rubinoff .... Ilona/Computer Stem
- Neal McDonough .... Firebrand (I) (stem)
- Efrem Zimbalist jr. .... Justin Hammer (II)/Firebrand (II) (stem)
- Lisa Zane .... Madame Masque (stem)
- Todd Louiso .... Hacker (stem)
- Gerard Maguire .... Titanium Man (stem)
- Scott Valentine .... Dark Aegis (stem)
- Jamie Horton .... The Controller (stem)
- Stu Rosen .... Crimson Dynamo (stem)
- Lou Ferrigno .... Hulk (stem)
- Matt Frewer .... The Leader (stem)
- Ron Perlman .... Hulk/Robert Bruce Banner (stem)
- Julia Kato .... Dr. Su-Yin (stem)
- Mary Kay Bergman .... Princess Annelle
- Beau Weaver .... T'Chaka
- Dan Gilvezan .... Warlord Morrat

## Afleveringen

### Seizoen 1
1. "And the Sea Shall Give Up Its Dead"
2. "Rejoice! I am Ultimo, Thy Deliverer"
3. "Data In, Chaos Out"
4. "Silence My Companion, Death My Destination"
5. "The Grim Reaper Wears a Teflon Coat"
6. "Enemy Without, Enemy Within"
7. "Origin of the Mandarin"
8. "Iron Man to the Second Power, Part 1"
9. "Iron Man to the Second Power, Part 2"
10. "Origin of Iron Man, Part 1"
11. "Origin of Iron Man, Part 2"
12. "The Wedding of Iron Man"

### Seizoen 2
1. "The Beast Within"
2. "Fire and Rain"
3. "Cell of Iron"
4. "Not Far From the Tree"
5. "Beauty Knows No Pain"
6. "Iron Man, On the Inside"
7. "Distant Boundaries"
8. "The Armor Wars, Part 1"
9. "The Armor Wars, Part 2"
10. "Empowered"
11. "Hulk Buster"
12. "Hands of the Mandarin, Part 1"
13. "Hands of the Mandarin, Part 2"